# Volksfront (Frankrijk)

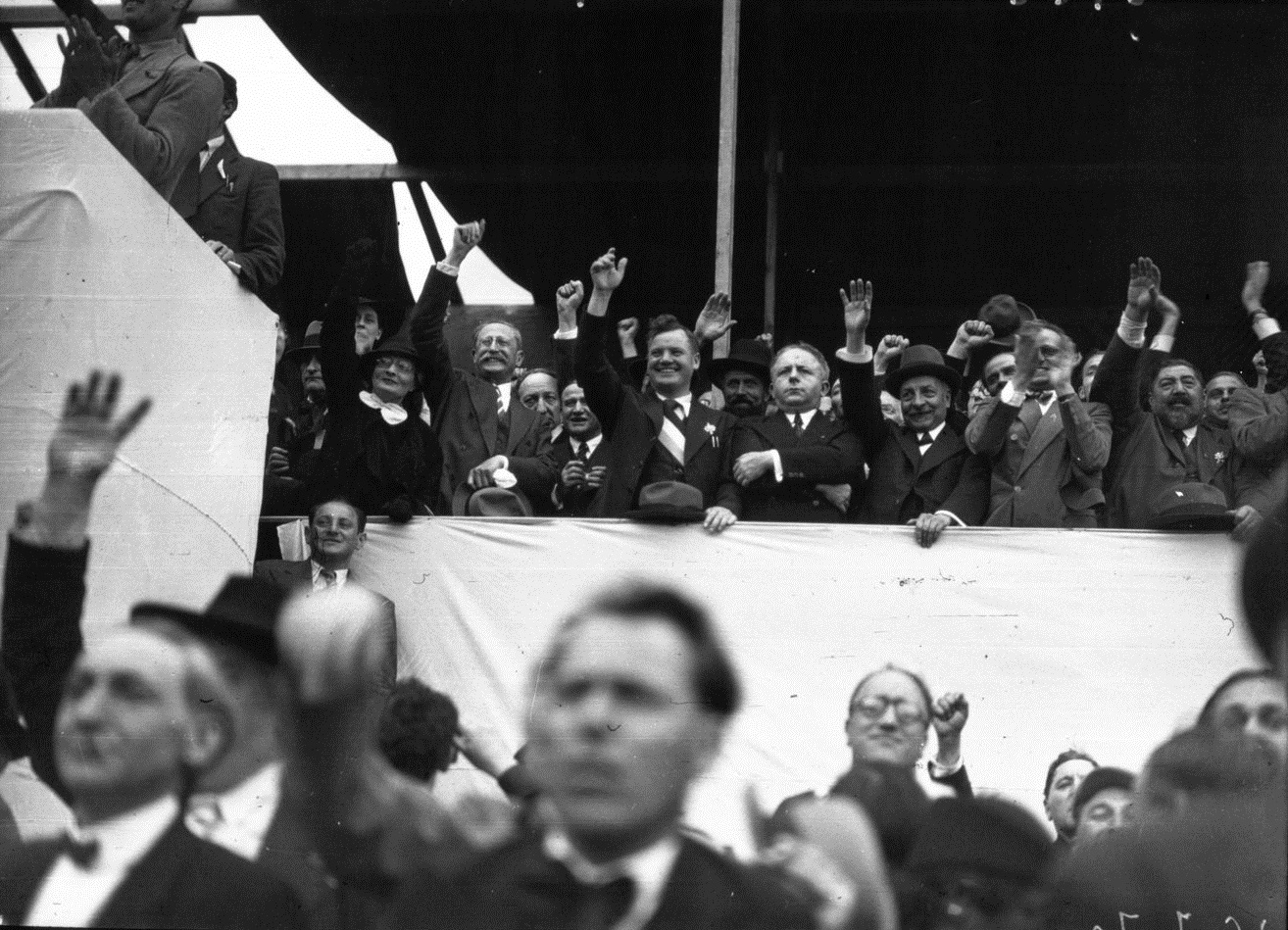
Meeting op 14 juli 1936 met op de tribune v.l.n.r. Léon Blum, Maurice Thorez, Roger Salengro, Maurice Viollette en Pierre Cot

Het Front Populaire, Nederlands: Volksfront, was een coalitie van linkse politieke partijen in Frankrijk, die tussen 1936 en 1938 regeerde. De drie deelnemende partijen waren de socialistische partij  SFIO, de radicale partij en de Franse Communistische Partij.

## Vorming van het Volksfront
Er vonden op 6 februari 1934 rellen in Parijs plaats, die door extreemrechts waren uitgelokt. De centrumlinkse coalitie van de socialistische Section Française de l'Internationale Ouvrière SFIO en de links-liberale Parti Radical-Socialiste PRS onder Édouard Daladier van de PRS kwam hierna ten val. Volgens de centrumlinkse partijen: SFIO, de Communistische Partij PCF en PRS, probeerden extreemrechtse en ultranationalistische elementen een staatsgreep te plegen en een fascistisch georiënteerde dictatuur te vestigen. Bij de linkse partijen begon het besef door te dringen dat men samen moest werken om dit te voorkomen. Al in een eerder stadium hadden er gesprekken plaatsgevonden tussen de SFIO en de Communistische Partij, maar het onderlinge wantrouwen was groot. De Communistische Partij was bovendien bij monde van de Komintern, Communistische Internationale, niet toegestaan om met de sociaaldemocraten samen te werken. Toentertijd schold de Komintern de sociaaldemocraten zelfs voor 'sociaal-fascisten' uit. Het Komintern bepaalde in 1934, geschokt door de opkomst in Europa van extreemrechtse en fascistische regimes, dat de communistische partijen in de wereld 'volksfronten' moesten gaan vormen met andere linkse partijen, waaronder sociaaldemocratische partijen.
Maurice Thorez, de secretaris-generaal van de Communistische Partij, bepleitte, eerst in het partijblad l’Humanité van juni 1934, maar daarna ook in de Kamer van Afgevaardigden, als eerste de vorming van een volksfront. Thorez dacht aan een volksfront met SFIO en de radicalen van de Parti Radical-Socialiste. De radicalen waren na de val van de centrumlinkse coalitie met de SFIO naar rechts waren opgeschoven, en hadden een regering onder leiding van Gaston Doumergue gevormd met de Alliance Démocratique. Zij moesten worden overtuigd van de voordelen van een volksfront. Ondanks veel verzet van de rechtervleugel, was de PRS bereid om met de SFIO en de PCF samen te werken en werd in juni 1935 het Volksfront opgericht. Het Volksfront zou gaan meedoen aan de parlementsverkiezingen van 1936.
Er kwam geen programma, maar er kwamen wel een aantal te 'realiseren basispunten', zoals een veertigurige werkweek, de instelling van collectieve arbeidsovereenkomsten (cao's), stakingsrecht, het 'toewerken' naar nationalisering van grote bedrijven en banken, tegengaan van werkloosheid, hogere werkloosheidsuitkeringen, belastinghervorming enzovoort. Het voornaamste punt was de 'verdediging van de republiek en haar instellingen.'

### Partijen, groepen en allianties die aangesloten waren bij het Volksfront
| Coalitie of partij of groepering | afkorting | ideologie                                   |
| --- | --------- | ------------------------------------------- |
| Section Française de l'Internationale Ouvrière | SFIO      | socialisme, sociaaldemocratie               |
| Franse Communistische Partij | PCF       | marxisme-leninisme                          |
| Parti Radical-Socialiste | PRS       | progressief liberalisme                     |
| Gauche Indépendante Ligue de la Jeune République Parti Radical-Socialiste Camille Pelletan Parti Social-National Parti d'Unité Prolétarienne Parti Frontiste Parti Républicain-Socialiste | GI        | personalisme, sociaaldemocratie, trotskisme |
| Union Socialiste Républicaine Parti Socialiste Français Parti Socialiste de France-Union Jean Jaurès Parti Républicain-Socialiste                                                         | USR       | socialisme, reformistisch-socialisme        |
| Ligue des droits de l'homme | LDH       |                                             |
| Comité de Vigilance des intellectuels antifascistes | CVIA      | antifascisme, pacifisme                     |
| Onafhankelijken |           | variërend                                   |

## Verkiezingen
Voor de parlementsverkiezingen van april/mei 1936 presenteerde het Volksfront geen partijprogramma, iedere partij behield haar eigen programma. De partijprogramma's van de partijen die het Volksfront vormden waren soms strijdig met de afgesproken basispunten. Zo streefde de SFIO naar grootschalige nationalisaties en de afschaffing van de Senaat, terwijl de PRS in haar partijprogramma aangaf dat het economisch liberalisme zou blijven gehandhaafd en dat de bevoegdheden van de Senaat mogelijk zouden worden uitgebreid. Het achterwege laten van een programma was een grote tekortkoming van het Volksfront, omdat dit voor de nodige verwarring zorgde. Bovendien werd door de verschillen in de partijprogramma's van de Volksfrontpartijen het idee gewekt dat er geen echte eenheid was bereikt tussen de linkse partijen.
Bij de eerste ronde van de parlementsverkiezingen in april 1936 verkreeg het Volksfront maar 5.420.000 stemmen, een tegenvallend resultaat. In de aanloop naar de tweede ronde op 3 mei - in de districten waar in april 1936 geen enkele kandidaat de absolute meerderheid had behaald - besloot men meer als een gedisciplineerde eenheid op te treden. Bij de tweede ronde op 3 mei verkreeg het Volksfront 376 zetels in de Kamer van Afgevaardigden. Rechts en centrum behaalden slechts 222 zetels.

Zetelverdeling na de parlementsverkiezingen van 3 mei 1936

## Kabinetten van het Volksfront
Léon Blum van de SFIO werd op 4 juni 1936 na de parlementsverkiezingen van 1936 de nieuwe premier. Er zaten in de regering socialisten, radicalen en socialistische-republikeinen, maar geen communisten. Zij werden bewust buiten de regering gehouden, onder het voorwendsel dat participatie van communisten in de regering "paniek zou kunnen veroorzaken". Voor de eerste keer in de geschiedenis van Frankrijk traden er ook vrouwen, het waren er drie, tot de regering toe. Suzanne Lacore van de SFIO, Irène Joliot-Curie was onafhankelijk en Cécile Brunschvicg van de PRS. Het stemrecht voor vrouwen werd pas in 1944 ingevoerd.
Op het moment dat het kabinet-Blum aantrad, vond er een grote golf van stakingen door het land. De arbeiders waren ontevreden over hun lage lonen en lange werkdagen. Om de staking te beëindigen kwamen vertegenwoordigers van de regering, van de vakbondsfederatie CGT en van de werkgevers bijeen. Zij sloten in nacht van 6 op 7 juni 1936 de Akkoorden van Matignon. Dat akkoord voorzag in een loonstijging van 7 tot 15%, de invoering van een veertigurige werkweek en doorbetaalde vakanties. De regering aanvaardde later ook het stakingsrecht.

## Extreemrechts
Er bestonden in Frankrijk net zoals elders tal van fascistische, nationalistische en antisemitische groeperingen die tegen de republiek, het socialisme, en vooral het communisme waren gekant. Veel van deze groepen lieten zich inspireren door het fascistische Italië van Benito Mussolini en later door het nationaalsocialisme in nazi-Duitsland. De Volksfrontregeringen probeerden op te treden tegen deze groepen. De fascistische groeperingen, zoals La Cagoule, probeerden zelfs met bommen het werk van de regering moeilijk te maken.
Het feit dat premier Blum Joods was, was koren op de molen van de antisemieten die de vergelijking trokken tussen het Jodendom en het marxisme.
De wapen- en munitiefabrieken werden in 1937 genationaliseerd, maar het ging hier om een van de weinige nationaliseringen. Ofschoon de SFIO en de PCF meer bedrijven wilden nationaliseren, verzette de PRS zich hiertegen. De PRS was namelijk een voorstander van economisch liberalisme. Een ander meningsverschil tussen de coalitiepartijen betrof het kolonialisme. De PCF was fel anti-koloniaal en anti-imperialistisch. De SFIO sprak over zelfbestuur voor sommige koloniën, maar stond net als de PRS afwijzend over onafhankelijkheid voor de Franse overzeese gebieden.

## Geen steun aan de Spaanse republikeinen

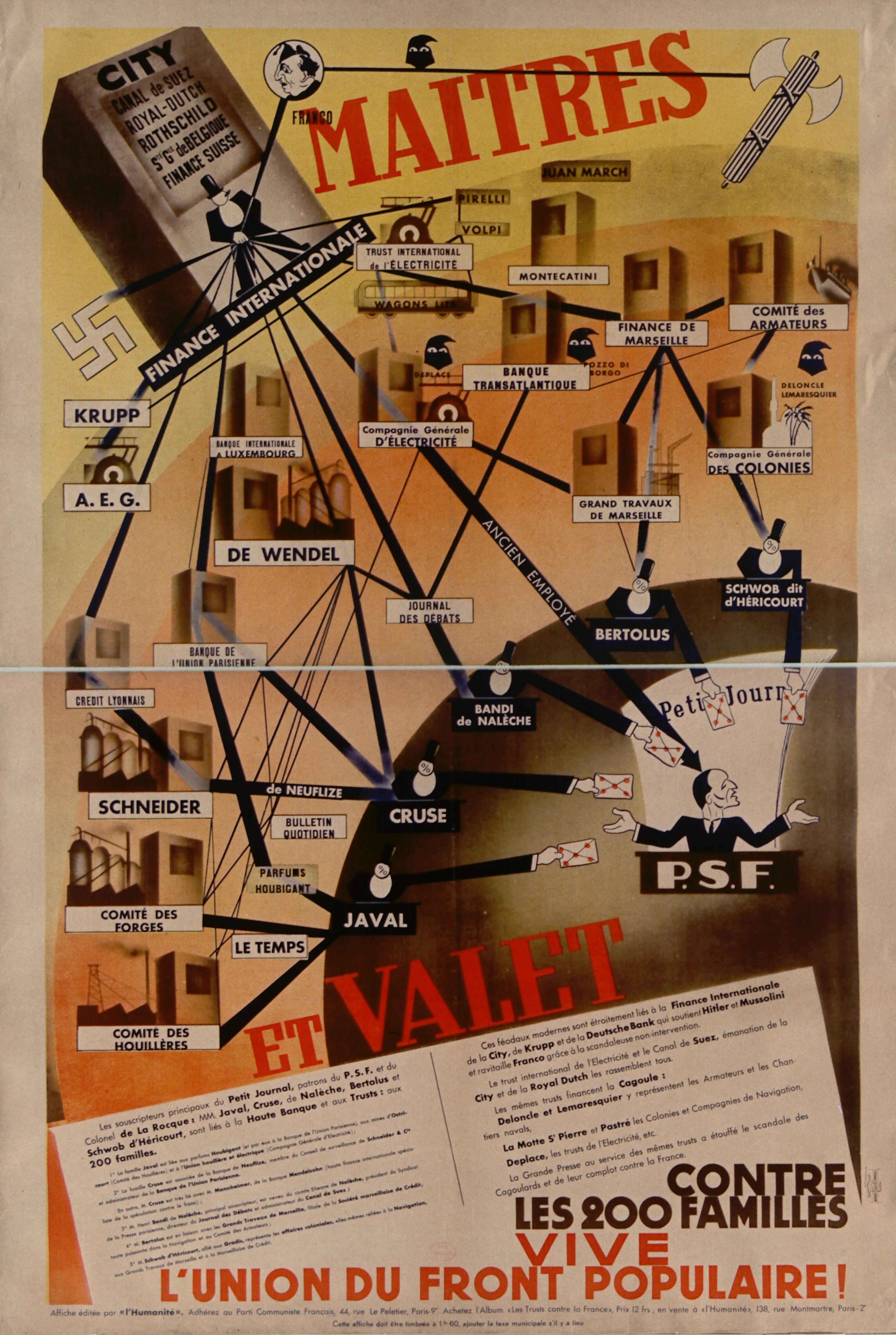
Maîtres et valet ('meesters en dienaar'), affiche van het Front Populaire (1937) waarin de Parti Social Français wordt afgebeeld als dienaar van het internationaal kapitalisme

Het grootste meningsverschil tussen de partijen betrof ongetwijfeld het al dan niet steunen van de republikeinen in de Spaanse Burgeroorlog. In de Spaanse Republiek was in februari 1936, na de parlementsverkiezingen, een Volksfront (Frente Popular) aan de macht gekomen. Nationalistische officieren kwamen in juli 1936, onder leiding van generaal Francisco Franco, tegen de republiek in opstand. Deze opstand leidde uiteindelijk tot de Spaanse Burgeroorlog. Premier Blum van de SFIO en de Communistische Partij waren voor steun aan de Spaanse republiek. De PRS, de centrum en rechtse partijen in het Franse parlement waren tegenstander van een interventie.
De relaties tussen de drie belangrijkste partijen binnen het Volksfront, de SFIO, PCF en PRS, verslechterden en de onderlinge spanning nam toe. PCF en SFIO wilden verregaande sociale hervormingen, maar de PRS was hier op tegen. Om een crisis te voorkomen laste premier Blum een 'pauze' in. De sociale hervormingen zouden worden uitgesteld. Alle drie de partijen waren, zij het tijdelijk, tevreden: De PRS omdat de hervormingen voorlopig niet doorgingen, SFIO en PCF omdat de hervormingen niet waren afgeblazen maar alleen waren 'uitgesteld'.

## Val van het kabinet-Blum I
Economisch stond Frankrijk er, net als elders in de wereld in de crisis van de jaren 30, slecht voor. Premier Blum wilde uitgebreide bevoegdheden om de problemen op te lossen. De Kamer van Afgevaardigden stemde in met de plannen van Blum, maar de Senaat - als doorslaggevende factor - wees de plannen af. Hierop diende Blum op 20 juni 1937 zijn ontslag aan.

## Kabinetten-Chautemps III en IV
President Albert Lebrun benoemde Camille Chautemps op 22 juni 1937, toen lid van de Gauche Démocratique, tot premier. Het kabinet-Chautemps III, dat een kabinet van het Volksfront was, bestond uit 13 socialisten, 17 radicalen, 4 socialistische-republikeinen en één lid van progressieve rooms-katholieke Jeune République, te weten Philippe Serre. De samenstelling van het kabinet werd op 18 januari 1938 gewijzigd, het kabinet-Chautemps IV. Er zaten in dit kabinet geen socialisten van SFIO, maar het bestond, op twee leden van de Union Socialiste Républicaine en weer Philippe Serre na, uit leden van de Républicains Radicaux et Radicaux-Socialistes PRS.
De belangrijkste gebeurtenis in de periode dat Chautemps premier was van een kabinet van het Volksfront was de nationalisering van de spoorwegen en de stichting van de Société Nationale des Chemins de fer Français SNCF. De noodlijdende particuliere spoorwegmaatschappijen verdwenen, maar de aandeelhouders van de vroegere maatschappijen kregen er flink veel geld voor terug.

## Kabinet-Blum II
Het kabinet-Chautemps IV kwam in maart 1938 ten val, toen de socialisten tegen het verstrekken van speciale bevoegdheden aan Chautemps stemden om de financiële en economische problemen van het land te kunnen oplossen. President Lebrun verzocht Blum een nieuw kabinet te formeren. Aanvankelijk speelde Blum met het idee om een "Regering van Nationale Eenheid" te vormen, maar de rechtse partijen in het parlement weigerden dit plan te steunen. Hierop vormde Blum zijn tweede kabinet. Dit kabinet bestond uit 14 socialisten, 16 radicalen, 3 socialistische-republikeinen en één lid van de Jeune République. Dit kabinet kwam al op 10 april 1938 ten val. Hierop vroeg president Lebrun de radicaal Édouard Daladier, een lid van de rechtervleugel van de PRS, om een kabinet te vormen. In het kabinet-Daladier zaten geen socialisten. Desondanks waren SFIO en PCF bereid het kabinet te steunen, om te voorkomen dat er een rechtse regering aan de macht zou komen.
Het Volksfront werd na de ondertekening van het Verdrag van München (30 september 1938) ontbonden. De PRS was voor het verdrag, evenals een deel van SFIO. De Communistische Partij was er fel tegen.